# 卓子
卓子（？—前651年），又称晋侯卓，姬姓，《史記》作悼子，春秋時晉獻公之子，驪姬之妹少姬所生，驪姬為其姨母。

## 生平
前651年，獻公临终之前，托大夫荀息輔助驪姬的兒子奚齊繼位。当年十月，晉國內亂，奚齊被大夫里克所殺。
荀息安葬獻公之后，卓子獲姨母驪姬立為國君。十一月，里克殺死卓子、荀息、優施，又將骊姬活活鞭死，迎立夷吾为國君，是为晋惠公。

## 母亲
- 驪戎人，驪姬之妹（娣）